# Ōtagaki Rengetsu

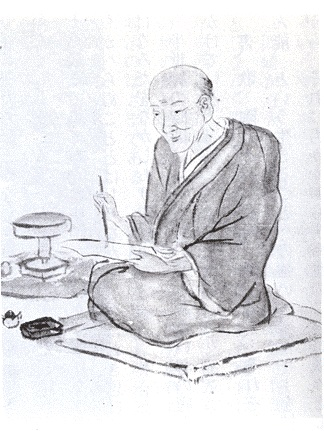
Rengetsu Ōtagaki

Ōtagaki Rengetsu (japanisch 大田 垣蓮月, tatsächlicher Name: Nofu 誠; geboren 10. Februar 1791 in der Präfektur Kyōto; gestorben 10. Dezember 1875)  war eine buddhistische Nonne, Keramikkünstlerin und Kalligraphin der ausgehenden Edo- und der beginnenden Meiji-Zeit.

## Herkunft
Rengetsu war die Tochter einer Kurtisane und des Feudalherrn Yoshikiyo Tōdō aus der Provinz Iga. Rengetsu wurde nur 10 Tage nach ihrer Geburt von Teruhisa Ōtagaki, dem Oberhaupt des Chion-in Tempels in Kyōto adoptiert. Ihr Adoptivvater war ein Nachkomme des Yamana-Klans, Schwertadel aus den Provinzen Inaba und Tajima. Teruhisa hatte noch fünf weitere Geschwister, wovon vier starben, bevor er Rengetsu adoptierte. Sennosuke, das jüngste Bruder Teruhisas stand im Dienste des Hofes in Kamiyama, starb jedoch infolge einer Krankheit. Daraufhin wurde Teruhisa selbst vom vierten Sohn eines Dorfvorstehers in Kizaki adoptiert. Rengetsus leibliche Mutter wurde nach der Geburt die Frau eines Feudalherrn des Tanba-Kameyama-han. Sie heiratete 1798 und war am Hofe angestellt.

## Leben und Schaffen
Rengetsu lebte und arbeitete bis zu ihrem 14. Lebensjahr als Hofdame in der Burg Kameyama. Hier wurde sie in Kalligraphie und dem Go-Spiel unterrichtet. 1807 zog sie in den Makuzuan, einen Untertempel des Chion-in und heiratete ihren ersten Mann Mochihisa. Ihr erster Sohn Tetsutarō (1808–1809) und ihre ersten beiden Töchter (postumer buddhistischer Name Tanshin Dōjo 1810–1812 und Chisen Dōjo ?–1815) starben bereits im Kindesalter. 1815 starb auch ihr Mann, sodass Rengetsu im Alter von 25 Jahren verwitwete. Vier Jahre später, 1819 heiratete sie einen Mann namens Jūjirou (重次郎) aus der Provinz Hikone, der dann von der Ōtagaki Familie adoptiert wurde und von da an Hisatoshi hieß. Zusammen hatten sie eine Tochter bevor auch ihr zweiter Mann 1823 starb. Danach beschloss Rengetsu mit ihrem Adoptivvater die Tonsur und den Eintritt ins Kloster.
Rengetsu wurde von Yoshika Mutobe, Akinari Ueda und von Kageki Kagawa unterrichtet und vom Dichter Roan Ozawa beeinflusst. Sie schrieb eine Vielzahl von Gedichten.
Als Töpferin schuf sie mit eingravierten Gedichten einen eigenen Keramikstil, den Rengetsu-yaki. Sie arbeitete mit namhaften Töpfer in der Umgebung von Kyōto, wie Kuroda Kōryo and Kinkouzan VI. zusammen. Als Kalligraphin und Malerin arbeitete sie im Stil der Shijō-Schule (四条派) um Matsumura Goshun (1752–1811) und Maruyama Ōkyo (1733–1795) und unterhielt einen regen Austausch mit Tessai Tomioka.
Nach vielen Reisen zu anderen Tempeln verbrachte Rengetsu ihren Lebensabend von 1865 an im Tempel Jinkō-in (神光院) in Nishigamo, wo sie 10 Jahre später im Alter von 85 Jahren starb. Ihr Grab befindet sich auf den Friedhof Ōtani unter einem Kirschbaum.

## Werke
- 1868 Rengetsu Takabatake Shikibu Nijo Wakashū (蓮月高畠式部二女和歌集) mit 99 Gedichten, davon 48 von Rengetsu und 51 von ihrer Freundin Takabatake Shikibu (1785–1881)
- 1871 Ama no Karumo (海人の刈藻) mit 310 Gedichten[2]